# My Favourite Game
My Favourite Game (deutsch: Mein bevorzugtes Spiel) ist ein Song der Kategorie Alternative Rock von der schwedischen Band The Cardigans aus dem Jahr 1998. Das Lied ist der achte Titel des Studioalbums Gran Turismo und wurde als erste Single veröffentlicht. Im englischen Liedtext wird das bittere Ende einer offenbar zerstörerischen und ausweglosen Liebesbeziehung thematisiert.
My Favourite Game hatte einen gewissen internationalen Erfolg und erreichte Platz drei in Schweden und Platz 14 im Vereinigten Königreich. In mehreren europäischen Ländern und in Neuseeland gelangte es unter die Top 40. Während es in den US-amerikanischen Billboard Hot 100 und seinem Gegenstück im Radio nicht in den Charts schaffte, erreichte es Platz 16 in den Billboard Modern Rock Tracks-Charts.
Das dazugehörige Musikvideo wurde vom schwedischen Musikvideo- und Filmregisseur Jonas Åkerlund gedreht und zeigt die Sängerin Nina Persson beim rücksichtslosen Autofahren auf einer Landstraße in der Mojave-Wüste. Das Video löste aufgrund dieser Darstellung und den daraus resultierenden Autounfällen Kontroversen aus und wurde deshalb umgeschnitten, um Dramatik abzumildern und einer drohenden Sperrung durch Musikfernsehsendern zu entgehen.

## Komposition
Gitarrist Peter Svensson und Leadsängerin Nina Persson schrieben My Favourite Game während der Aufnahmesession des vierten Studioalbums Gran Turismo zwischen Mai und Juli 1998. Der Song wurde, wie auch die anderen Lieder des Albums, in Tore Johanssons neu errichtetem Tonstudio Country Hell im schwedischen Skurup aufgenommen. Persson begann mit dem Refrain, der „die Musik so schnell verheiratet, dass man sie nicht auseinanderreißen konnte“. Danach schrieb sie Verse, um „dem Refrain einen Sinn zu geben“, was ihr ermöglichte, im Gegensatz zu anderen Cardigans-Songs mit weniger Text als beim Lied Erase/Rewind „eine Menge Text in die Verse hineinzupacken“. Noch vor den Tonaufnahmen spielte Svensson den Song dem Produzenten Tore Johansson auf einer Akustikgitarre vor. Obwohl der Song ursprünglich als langsamer Country-/Rock-Shuffle angelegt war, ähnlich dem Stil von Neil Youngs Old Man, wurde das Tempo auf Wunsch des Produzenten verdoppelt. Nach Svensson war sich die Band des Songpotentials bewusst und das es „eine Single war, aber es funktionierte zunächst nicht“ mit „dem Shuffle Beat im halben Tempo“. Unmittelbar nachdem sie die musikalische Richtung des Songs geändert hatten, entwickelte sich die charakteristische Hookline des Songs. Sowohl der Schlagzeug- als auch der Gitarrenpart wurden in einem 1970er Jahre-artigen Trockenraum eingespielt, während der Gesang auf dem Dachboden des Studios aufgenommen wurde. Obwohl das Schlagzeug mit analoger Bandkomprimierung aufgenommen wurde, wurde die restliche Produktion des Songs, einschließlich der „Fat Fuzzy Bass Line“ und der Coda, mit der professionellen Audioeditor-Software Pro Tools 24 finalisiert.
My Favourite Game ist ein Rocksong in der Tonart c-Moll. Es ist im Viervierteltakt komponiert und hat ein Tempo von 143 Beats per minute. Das Lied ist nicht in der Standardform Strophe-Refrain-Form gegliedert, die Instrumentierung umfasst E-Gitarre, E-Bass und Hammondorgel. Der Text handelt von einer gescheiterten Beziehung, die Persson mit „fucking up in love“ zusammenfasste. Auch gehe es darum, „wie Frauen oft versuchen, Menschen in Beziehungen so zu verändern, dass sie besser zu sich selbst passen oder Menschen vor sich selbst zu retten.“ Svensson kommentierte, dass dieses Konzept „nicht immer eine gute Idee ist, wie wenn Frauen in einer Beziehung mit einem Mann bleiben, der sie schlägt, weil sie denken, dass er eines Tages besser sein wird“. Der Song wird von seinem zweistimmigen Gitarrenriff angetrieben, der die Grundlage des „Elektro-Rock-Kraftzentrums“ bildet. Die Strophen sind deutlich schneller als der langsame, basslastige Refrain, bei dem das Schlagzeug erst zur Hälfte einsetzt.

## Musikvideo
Das Video beginnt mit einer Szene der Leadsängerin Nina Persson, die am Rande einer kalifornischen Wüstenstraße einen schweren Stein sucht. Währenddessen ermahnt ein Radiomoderator zum sicheren Fahren, da die Außentemperaturen in der Wüste an diesem Tag sehr heiß werden. Als Persson einen Stein findet, geht sie zu ihrem Auto, einem dunkelblauen 1974er Cadillac Eldorado Cabriolet, blockiert damit das Gaspedal und legt eine Fahrstufe ein. Bei Abfahrt startet das Lied. Während der Vollgasfahrt schlängelt sie das Cabrio bei Höchstgeschwindigkeit zwischen beiden Fahrbahnen hin und her, drängt entgegen kommende Fahrzeuge von der Straße ab und verursacht etliche Unfälle. An einer Stelle im Video wirft sie ein Felix-the-Cat-Stofftier aus dem Cabrio, das dann von einem anderen Auto überfahren wird. In einigen Versionen des Videos ist die Puppe verschwommen dargestellt. In verschiedenen Versionen des Videos wird Nina auch dargestellt, wie sie mit ihren Füßen das Lenkrad lenkt. Auf Perssons Arm befindet sich eine flächige, farbige Tätowierung, die für das Video aufgemalt wurde und im weiteren Verlauf des Videos auf dem Autositz abreibt. Sie fährt auch auf Fußgänger zu und zwingt sie, aus dem Weg zu springen, während sie durch den Ort Daggett fährt. Zu Beginn des letzten Refrains wendet sie das Auto und fährt mit Vollgas in Richtung Barstow zurück. Gegen Ende des Liedes steht sie vom Fahrersitz auf und kontrolliert die Richtung des Autos mit ihrem Fuß auf dem Lenkrad. Sie steuert auf einen Kollisionskurs mit einem entgegenkommenden Lieferwagen, in dem sich die anderen Bandmitglieder der Cardigans befinden, mit dem Schlagzeuger Bengt Lagerberg am Steuer. Während die Insassen des Vans entsetzt reagieren, streckt sie ruhig ihre Arme zum Kreuz aus, bevor die beiden Fahrzeuge am Ende des Liedes frontal kollidieren. Der Radiomoderator verliest im Off die Warnung der State Patrol vor „einem außer Kontrolle geratenen Hochgeschwindigkeitsfahrzeug auf der Route 666“ und geht anschließend zur Werbung über.

### Dreharbeiten
Das Musikvideo zu My Favourite Game wurde von Jonas Åkerlund gedreht, der zuvor bereits das provokante Musikvideo zu Smack My Bitch Up der britischen Big-Beat-Gruppe The Prodigy zu verantworten hatte. Die Sängerin beschrieb das Musikvideo als „Mini-Roadmovie“. Die dreitägigen Dreharbeiten in der kalifornischen Mojave-Wüste zwischen Barstow und Daggett kosteten 220.000 £. Nina Persson berichtete, dass sie während der Dreharbeiten mehrmals Sauerstoff benötigte, Temperaturen um die 43 °C seien „heiß genug, damit eine Schwedin umfallen könne“.

“It was amazing – the weather was really hot and the car was super-hot. I did try to drive it a couple of metres but that shoot was surrounded by crazy security and insurance matters, so mostly the car is sitting on a truck and I am pretend driving. When you see the whole car it's a stunt woman driving it.”

„Es war erstaunlich – das Wetter war wirklich heiß und das Auto superheiß. Ich habe zwar versucht, ein paar Meter zu fahren, aber der Dreh war von irrsinnigen Sicherheits- und Versicherungsfragen begleitet, so dass das Auto meistens auf einem Lastwagen stand und ich nur so tue, als würde ich fahren. Wenn man das ganze Auto sieht, fährt es eine Stuntfrau.“

### Kontroversen
Das Musikvideo löste bei seiner ersten Veröffentlichung deutliche Kontroversen aus. Viele europäische Sender, darunter MTV UK, spielten nur eine bearbeitete Version des Videos, in der alle Autounfälle und Darstellungen rücksichtslosen Fahrens entfernt wurden, obwohl der Regisseur Jonas Åkerlund versuchte, der Zensur zu entgehen, indem er vier unterschiedlich bearbeitete Schnitte des Videos mit unterschiedlichem Grad an Gewalt und Blut produzierte. Vier Tage vor der Veröffentlichung der Single wurde auf der Cardigans-Website einmalig ein drastischerer Schnitt gezeigt. Der Grund, warum MTV UK das Video ablehnte, war die Befürchtung, dass das Video zu Spritztouren ermutige und Autounfälle unter jugendlichen Autofahrern verursachen könne, so dass letztlich die entschärfte Version am häufigsten auf MTV UK gespielt wurde. In den USA und Deutschland waren die Musiksender deutlich weniger restriktiv, viele von ihnen spielten entweder die völlig unzensierte oder nur leicht zensierte Version des Videos, bei der nur ein paar der Autounfälle entfernt wurden. Der Regisseur kommentierte das Verhalten von MTV wie folgt:

“I think it's terrible if I make a video which is censored or not shown. I can't really understand MTV's decision to censor parts of the video in England and America. I think it's really stupid.”

„Ich finde es schrecklich, wenn ich ein Video mache, das zensiert oder nicht gezeigt wird. Ich kann die Entscheidung von MTV, Teile des Videos in England und Amerika zu zensieren, nicht wirklich verstehen. Ich denke, es ist wirklich dumm.“

### Alternative Enden
Der Regisseur produzierte fünf verschiedene Enden des Videos mit unterschiedlichem Ausgang des Autounfalls.
- „Dead Version“: Perssons Körper schleudert nach dem Frontalaufprall aus ihrem Cabriolet in die Luft und über das Autodach des Vans, wo sie auf dessen Rückseite tot auf der Straße liegen bleibt.
- „Stone Version“: Perssons fliegt ebenfalls über das Dach des Lieferwagens, nur dass sie beim Aufstehen vom Stein, der das Gaspedal einklemmte, wie in einer Karikatur am Kopf getroffen wird.
- „Walkaway Version“: Am Ende des Videos kann Persson sich nach dem Flug vom Boden erheben und vom Unfall weggehen, wobei sie sich Blut vom Gesicht wischt.
- „Head Version“: Persson wird beim Aufprall von der Windschutzscheibe ihres Autos geköpft. In der nächsten Einstellung sieht man den Kopf einer Schaufensterpuppe die Straße entlang rollen.
- „Censored Version“: In dieser Version sind alle Autounfälle zensiert. Persson fährt lediglich singend Auto. Das gesamte Video wird nahezu vollständig aus einer einzigen langen Einstellung gezeigt.

## Mediale Verwendung
My Favourite Game erschien 1999 in Gran Turismo 2, einem Rennspiel mit (zufälligerweise) dem gleichen Vertriebsnamen wie das Album, aus dem der Song stammt. Der Song wurde in einer Episode der MTV-Zeichentrickserie Daria und in der US-amerikanischen Sitcom Sabrina – Total Verhext! (Staffel 3, Episode 17) verwendet. Er war Bestandteil des Musikspiels Dancing Stage Party Edition, dem europäischen Gegenstück zu Dance Dance Revolution von Konami für die PlayStation, sowie in der europäischen Version von Band Hero.

## Singleauskopplungen
CD Single, Pt. 1
1. My Favourite Game – 3:36
2. War (First try) – 4:07
3. Sick & Tired (live) – 3:24

CD Single, Pt. 2
1. My Favourite Game – 3:36
2. My Favourite Game (Wubbledub mix) – 5:57
3. Lovefool (Live at Hultsfredsfestivalen) – 3:20

CD Maxi Single
1. My Favourite Game – 3:36
2. War (First try) – 4:07
3. War – 3:56

## Mitwirkende
- Gesang: Nina Persson
- E-Gitarre: Peter Svensson
- Bassgitarre: Magnus Sveningsson
- E-Gitarre, Keyboards: Lars-Olof Johansson
- Elektronisches Schlagzeug, Programming: Bengt Lagerberg

Tontechnik
- Aufgenommen im Country Hell, Skurup, Sweden
- Produzenten: Tore Johansson, Peter Collins
- Tontechnik: Tore Johansson, Peter Collins, John Holbrook, Janne Waldenmark
- Tontechnik Assistenz: Lars Göransson, Jim Caruana
- Aufnahmetechnik: Tore Johansson
- Abmischung: Tore Johansson
- Abmischung Assistenz: Jim Caruana
- Mastering: Roger Jonsson

## Rezeption

### Chartplatzierungen
| ChartsChartplatzierungen     | Höchstplatzierung | Wochen |
| ---------------------------- | ----------------- | ------ |
| Deutschland (GfK)            | 90 (6 Wo.)        | 6      |
| Schweden (GLF)               | 3 (18 Wo.)        | 18     |
| Vereinigtes Königreich (OCC) | 14 (18 Wo.)       | 18     |

### Auszeichnungen für Musikverkäufe
| Land/Region                  | Auszeichnungen für Musikverkäufe (Land/Region, Auszeichnung, Verkäufe) | Verkäufe |
| ---------------------------- | ---------------------------------------------------------------------- | -------- |
| Schweden (IFPI)              | Gold                                                                   | 15.000   |
| Spanien (Promusicae)         | Gold                                                                   | 30.000   |
| Vereinigtes Königreich (BPI) | Platin                                                                 | 600.000  |
| Insgesamt                    | 2× Gold · 1× Platin ·                                                  | 645.000  |